# Denterhof
Denterhof ist ein Weiler der Ortsgemeinde Feuerscheid im Eifelkreis Bitburg-Prüm in Rheinland-Pfalz.

## Geographische Lage
Denterhof liegt nordwestlich des Hauptortes Feuerscheid in einer Entfernung von rund 1,8 km. Der Weiler befindet sich auf einer Hochebene und ist ausschließlich von landwirtschaftlichen Nutzflächen umgeben. Östlich und nördlich von Denterhof fließt der Taubenbach. Denterhof ist mittlerweile mit dem Weiler Gesotz zusammengewachsen.

## Geschichte
Denterhof gehörte im Jahre 1843 als Gehöft zu Feuerscheid in der Bürgermeisterei Burbach und wurde von 13 Menschen bewohnt. Der heutige Weiler ist auch unter dem Namen „Hof Prümerstraße“ bekannt.
In der Zeit um 1891 wurde in der Nähe von Denterhof ein Steinbruch betrieben.

## Naherholung
Durch Denterhof verläuft der Wanderweg 2, Feuerscheid des Prümer Landes. Es handelt sich um einen rund 8,5 km langen Rundwanderweg. Neben Denterhof werden auch die Weiler Obere Hardt und Hardt Kapelle erreicht.

## Wirtschaft und Infrastruktur

### Unternehmen
In Denterhof wird ein Bauern- und Ferienhof betrieben.

### Verkehr
Es existiert eine regelmäßige Busverbindung.
Denterhof ist durch eine Gemeindestraße sowie durch die Kreisstraße 132 erschlossen. Wenig östlich des Weilers verläuft die Bundesautobahn 60 mit der nächstgelegenen Anschlussstelle Waxweiler.